# Lonesome Jim
Lonesome Jim è un film indipendente del 2005 diretto da Steve Buscemi, con protagonisti Casey Affleck e Liv Tyler.

## Trama
Jim, ventisettenne aspirante scrittore, torna nella casa dei genitori a Goshen, Indiana, dopo aver fallito nel tentativo di costruirsi una carriera a New York. Vive in uno stato di apatia e sfiducia, privo di reali ambizioni, e rifiuta ogni proposta di lavorare nella fabbrica di scale gestita dal padre Don e dalla madre Sally.
A casa trova anche il fratello maggiore Tim, trentaduenne, recentemente divorziato e padre di due bambine, anch’egli rientrato dai genitori dopo il fallimento della sua attività. Tim lavora nella fabbrica di famiglia ma è emotivamente instabile e incline alla depressione. Una sera, Jim conosce Anika, infermiera e madre del piccolo Ben. I due iniziano una frequentazione incerta. Poco dopo, Tim si schianta intenzionalmente contro un albero e finisce in ospedale in coma. Jim, seppur controvoglia, prende il suo posto in fabbrica e come allenatore della squadra di basket femminile dove giocano anche le nipoti. Durante le visite in ospedale a Tim, Jim incontra di nuovo Anika, che lavora nel reparto pediatrico. Nonostante la sua riluttanza ad aprirsi, il legame con lei e Ben si approfondisce. Nella fabbrica, Jim ha un rapporto ambiguo con lo zio "Squalo", personaggio bizzarro e tossicodipendente, che lo coinvolge indirettamente in attività illecite. Jim apre un conto a suo nome e accetta denaro contante, ignaro delle implicazioni. Quando la madre Sally viene arrestata per traffico di droga, Jim sospetta dello zio ma non riesce a convincerlo a confessare. Nonostante il lavoro in fabbrica e il senso di colpa per l’arresto della madre, Jim si lascia avvicinare da Anika e comincia a credere che la vita possa avere un senso. La invita a trasferirsi con lui a New Orleans insieme al figlio, ma un ripensamento e una scelta discutibile sembrano mandare tutto all’aria. Alla fine Jim parte da solo, lasciando ai genitori una lettera in cui li ringrazia e rivela che il vero responsabile del traffico di droga è Squalo. Anika si presenta al terminal per salutarlo, ma mentre torna a casa con il figlio, Jim cambia improvvisamente direzione e inizia a correre per raggiungere l'auto: qualcosa nella loro vita sta per cambiare.